# 11571 Daens
11571 Daens eller 1993 OR8 är en asteroid i huvudbältet som upptäcktes den 20 juli 1993 av den belgiske astronomen Eric W. Elst vid La Silla-observatoriet. Den är uppkallad efter den belgiske prästen Adolf Daens.
Asteroiden har en diameter på ungefär 6 kilometer.